# Marianne Weber (Sängerin)
Marianne Weber (* 5. Dezember 1955 in Utrecht) ist eine niederländische Sängerin. Sie wurde in ihrer Heimat und im flämischen Teil Belgiens mit Aufnahmen aus dem Genre des für die Niederlande typischen Lebensliedes bekannt.

## Werdegang
Weber gründete zu Beginn der 1990er Jahre zusammen mit Jan Verhoeven das Holland Duo. Trotz einiger kleinerer Achtungserfolge verließ sie nach kurzer Zusammenarbeit die Band und startete eine Solokarriere. Ihre erste Single Ik weet dat er een ander is erreichte dank einer Fernsehkampagne ihrer Plattenfirma 1992 die Spitze der niederländischsprachigen Top 20 sowie Platz 9 in den Nederlandse Top 40. Im Jahr darauf erhielt sie ihre erste Goldene Schallplatte.
Nach einer Reihe erfolgreicher Alben nahm sie 1997 mit dem bis dahin noch nahezu unbekannten Frans Bauer ein gemeinsames Album auf. Es wurde zu ihrem bis dahin größten Erfolg. Allein in den Niederlanden wurden mehr als 300.000 Kopien verkauft. Im April und Mai 1997 stand das Album drei Wochen auf Platz 1 der niederländischen Albumcharts. Auch die vorab ausgekoppelte Single De regenboog kam auf Platz 1.
Fünf weitere Alben erreichten in den folgenden Jahren die niederländischen Top Ten. Weber absolvierte erfolgreiche Konzerttourneen und trat regelmäßig beim TROS Muziekfeest auf. Mit ihrem Album Tranen van geluk stand sie im Sommer 2007 erneut an der Spitze der niederländischen Charts.
Seit dem 5. September 2008 strahlt der niederländische Fernsehsender TROS die Reality-Soap Frans & Marianne aus. Im Rahmen der Sendung belebten die beiden Sänger ihre Zusammenarbeit. Begleitend wurde das gemeinsame Album Frans & Marianne neu aufgelegt und erreichte im Oktober 2008 wieder Platz 1. Im Dezember 2008 fand ein einmaliges Konzert in der Rotterdamer Veranstaltungshalle Ahoy statt.